# Walter Leistikow
Walter Leistikow (Bromberg, 25 ottobre 1865 – Berlino, 24 luglio 1908) è stato un pittore tedesco.
La pittura di Walter Leistikow si colloca all'interno dell'impressionismo tedesco, al fianco di Max Liebermann, Lovis Corinth e Max Slevogt, dei quali fu amico, collaboratore e importante punto di riferimento, soprattutto per ciò che riguarda la carriera artistica di Corinth. 
Respinto dall'Accademia di Berlino per mancanza di talento, riuscì ugualmente a coltivare la sua passione pittorica grazie agli insegnamenti di Hermann Eschke e del pittore norvegese Hans Fredrik Gude. L'arte di Leistikow si fa apprezzare soprattutto in ambito paesaggista. Molti sono infatti gli omaggi che rese ai boschi e ai laghi berlinesi, mostrando un interesse particolare per il Grunewald e l'ambiente selvatico della Marca del Brandeburgo, vedute alle quali si associa l'insieme della sua attività artistica.

## Storia di avanguardie
Dal 1892, insieme a Max Liebermann, fu a capo de Gli Undici (Gruppe der Elf), una organizzazione informale fondata allo scopo di creare uno spazio per l'arte moderna a Berlino attraverso piccole esposizioni indipendenti, nel tentativo di spezzare il monopolio esercitato in questo campo dal Palazzo di Vetro. Gli Undici esposero con regolarità dal 1892 al 1897 presso la galleria di Eduard Schulte e Leistikow fu uno dei personaggi di punta che più si adoperò per far funzionare il progetto, favorendo l'introduzione di artisti stranieri nella metropoli tedesca. Uno dei maggior successi in tal senso fu l'invito rivolto a Edvard Munch, che venne ad esporre nella capitale prussiana nel novembre del 1892, tra le proteste dei conservatori: Anton von Werner e l'Accademia di Berlino, appoggiati dalla stampa. Questo episodio, avendo contribuito a deteriorare i rapporti tra Gli Undici e l'Associazione degli artisti berlinesi, che manteneva una posizione a metà strada tra l'apertura al nuovo e le attività più allineate col potere, ospitate al Palazzo di Vetro, sollecitò la fondazione della Secessione di Berlino (maggio 1898), presieduta da Liebermann e di cui Leistikow tenne l'incarico di primo segretario.

## La collaborazione coi Cassirer
La Secessione mirò a svincolarsi da qualsiasi forma di dipendenza economico-logistica dall'Associazione degli artisti berlinesi, e in questo senso la forza guida di Leistikow si esercitò con successo su due fronti: la raccolta di fondi presso facoltosi mecenati, tra cui Richard Israel, proprietario di un grande magazzino, i banchieri Julius Stern e Carl Fürstenberg, e giovani e colti industriali come Walter Rathenau; la ricerca di una sede in cui inaugurare la nuova galleria. Ciò determinò la preziosa collaborazione con i fratelli Bruno e Paul Cassirer, che stavano imponendosi all'attenzione del pubblico per il talento mostrato nell'ambito del commercio d'arte. Il reclutamento dei Cassirer quali addetti alla sezione finanziaria della Secessione si rivelò un colpo importante, dietro il quale si cela ancora una volta l'instancabile Leistikow. La Secessione, acquisito il diritto di collocare le proprie attività vicino al Theater des Westens, sulla Kantstrasse, a partire dall'inaugurazione, il 20 maggio 1899, inanellò una serie impressionante di successi, arrivando a esporre circa 300 lavori. Leistikow fece di questa impresa il centro della propria carriera.

## Il legame con Berlino
Consapevole di quanto doveva per lo sviluppo della sua arte alle vulcaniche atmosfere berlinesi di fine Ottocento e inizio Novecento, e della fortuna che la città gli aveva in qualche modo regalato, non si risparmiò per far arrivare altri artisti, tra cui Lovis Corinth, il cui trasferimento da Monaco di Baviera è quasi totalmente imputabile all'intraprendente collega.
Le opere di Leistikow sono esposte nei principali musei statali di Berlino. La città ha inoltre reso omaggio al suo artista intitolandogli una strada. È sepolto nel cimitero di Steglitz.